# Horsskog
Horsskog är en by i Östervåla socken, Heby kommun, Uppsala län. Kolartorpen, grannbyn som nu finns på Norrlandssidan har tidigare tillhört Horrskog. Mellan Horrskog och Kolartorp vid nuvarande gräns finns en avrättningsplats. Förleden är genitiv plural av det fornsvenska hors som betyder häst. Stavningen ändrades 1952 från Hårrskog till Horsskog. Horsskog ligger längs vad som på 1700-talet fungerade som postväg från Västerås slott till Gävle.

## Historik
Horsskog omtalas första gången 1390, då en Niclas i Horsascoghe, var vittne vid ett jordbyte i Torp, Nora socken, troligen samme Nichlas i Horsascogh var nämneman vid ett räfsteting 1409. 1427 omtalas en Jønis i Horssaskoge som nämndeman vid Våla häradsrätt. 1541 fanns här två skattebönder, båda om vardera 4 öresland och 8 penningland, det ena från 1556 med en utjord i Buddbo. Dessa båda gårdar kom att utgöra grunden för uppdelningen i Västra och Östra Horsskog, som kom att utgöra olika skifteslag med varsin allmänning. 1695 fanns sex brukare på de båda bydelarna. Under Anders Schönberg den äldres tid som lantjägmästare anordnades flera kungliga jakter i området, åtminstone två, en björnjakt 1727 där Fredrik I närvarade och den kungliga jakten 1737 då fem björnar, tre vargar, tre lodjur, tolv älgar samt fågel och hare sköts, skedde på Horskogs ägor.

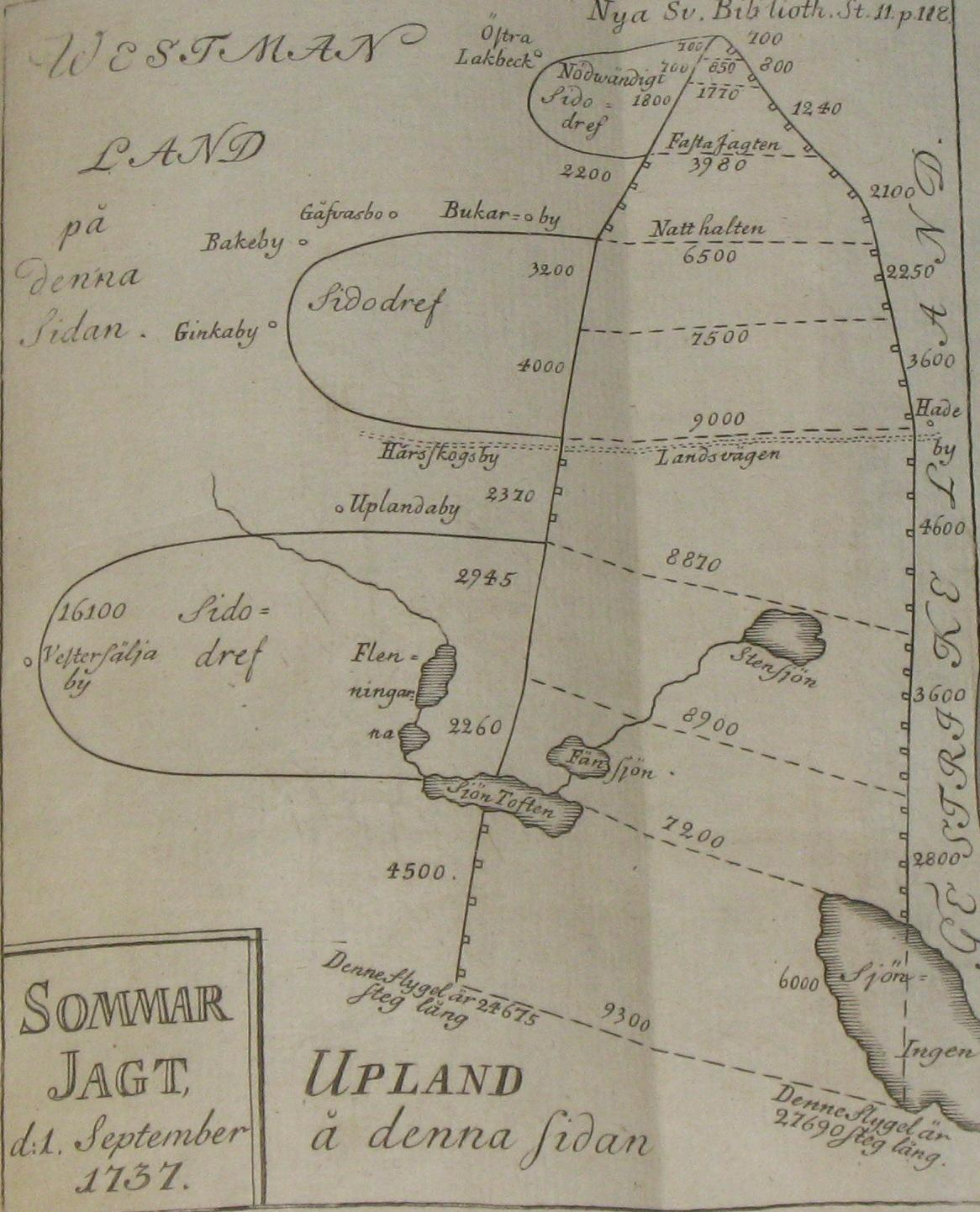
Sommarjakten 1737. Horsskog ligger mellan de båda sidodreven längs vad som markeras som landsvägen mot Hade by och Gästrikland. Norr är åt höger på kartan.

När storskiftet genomfördes 1764 i Västra Horsskog fanns där tre brukare och när Östra Horsskog skiftades fanns där fyra brukare. Endast inägorna skiftades, skog och utjordar delades vid skiften 1792 och 1805. Laga skifte genomfördes i Östra Horsskog 1832–1835 flyttades tre av sex gårdar ut från gamla gårdstomten, i Västra Horsskog genomfördes skiftet 1834–1837 och där flyttades endast en av tre gårdar ut. Under slutet av 1800-talet skedde ett omfattande utdiknings- och dräneringsarbete och åkerarealen utökades, med antalet bönder. 1914 fanns tolv brukningsenheter i byn. 1972 fanns 50 personer i Horsskog, av de 11 familjer som då bodde där försörjde sig fyra på jordbruk. 
Bland bebyggelser märks Norrgården och Sörstun som är de gårdar i Västra Horrskog som ligger kvar på gamla bytomten. Bland de utflyttade märks Anders-Ers, Jerk-Lars och Ol-Anders. I Östra Horsskog fanns bland annat gårdarna Jan-Ers, Jerk-Anders och Karl-Karls. Pilarbo var i början av 1800-talet ett nu försvunnet torp en kilometer norr om Horrskog vid vägen om Gästrikland. Rickbolund, Rickens eller Gammel-Rickens är ett orp uppfört i slutet av 1800-talet. Soldattorpet för soldaten 311 Skog vid Västmanlands regemente var även beläget i Horsskog. i senare tid var Skogens soldattorp, men tidigare har det funnits andra torp. Sundbo är ett torp uppfört i slutet av 1800-talet.